# Llangollen
Llangollen (wymowaⓘ [ɬaŋˈɡoɬɛn]) – miasteczko w walijskim hrabstwie Denbighshire, położone nad rzeką Dee.